# San Giovanni Battista (Lecce)
A San Giovanni Battista egy leccei templom. 1691-1728 között épült a Domonkos-rendiek számára. Egyike a legszebb leccei barokk építményeknek.

## Története
A templom egy korábbi, 1388-ban épült templom helyén épült Domonkos-rendiek számára. Az alapkőletételre 1691. március 6-án került sor. A munkálatok vezetésével Giuseppe Zimbalo lett megbízva, aki pénzügyileg is támogatta az építkezést. Zimbalo halála után (1710) ismeretlen mesterek vették át az építkezés vezetését. A templom 1728-ra készült el. 1948-ban XII. Piusz pápa bazilika rangra emelte.

## Leírása
A templom két szintes. A szinteket egy szobrokkal díszített balusztrád választja el. A központi portált csavart oszlopok fogják közre. A portál a domonkosok szimbólumai díszítik, felette a Szűzanya szobra áll. A templombelső görög kereszt alaprajzú. Fő látványosságainak egyike Antonio de Ferrariis, pugliai humanista kenotáfiuma. A főoltár Keresztelő Szent János ábrázolja, Oronzo Letizia alessanói festő műve.